# Laternula Inlet
Das Laternula Inlet ist eine Bucht an der Ingrid-Christensen-Küste des ostantarktischen Prinzessin-Elisabeth-Lands. In den Vestfoldbergen liegt sie am Ufer der Mule-Halbinsel unmittelbar westlich des Laternula Lake. 
Eine Mannschaft aus Geologen und Biologen besuchte sie zwischen Januar und Februar 1972 im Rahmen der Australian National Antarctic Research Expeditions. Sie benannten sie in Anlehnung an die Benennung des benachbarten Sees. Dieser ist nach hier gefundenen Schalen von Laternula elliptica benannt, einer antarktischen Klaffmuschelart.